# Carlos Tarazona
Carlos Emilio Tarazona (ur. 14 sierpnia 1966) – wenezuelski lekkoatleta, długodystansowiec (maratończyk).
Dwukrotny olimpijczyk. Podczas igrzysk olimpijskich w Atlancie (1996) był 89. w biegu maratońskim, a podczas igrzysk w Sydney (2000) zajął 40. miejsce w tej konkurencji.
Złoty medalista mistrzostw Ibero-Amerykańskich w maratonie (1999).

## Rekordy życiowe
- Bieg maratoński – 2:11:25 (30 kwietnia 2000, Cleveland) rekord Wenezueli